# Nigg Bay (vik i Storbritannien, Highland)
Nigg Bay är en vik i Storbritannien.   Den ligger i kommunen Highland och riksdelen Skottland, i den norra delen av landet, 700 km norr om huvudstaden London.